# Junonia huacapistana
Junonia huacapistana är en fjärilsart som beskrevs av Forbes 1928. Junonia huacapistana ingår i släktet Junonia och familjen praktfjärilar. Inga underarter finns listade i Catalogue of Life.